# Goodea luitpoldii
Goodea luitpoldii es una especie de la familia Goodeidae que es endémica de la cuenca de drenaje del río Lerma y el río Grande de Santiago en México. Esta especie fue descrita como Characodon luitpoldii por Franz Steindachner en 1894 con la localidad tipo dada como el lago de Pátzcuaro en Michoacán. La identidad de la persona honrada en su nombre específico es desconocida, pero se cree que es probable que sea Leopoldo de Baviera (1821-1912) cuya hija, la princesa Teresa de Baviera (1850-1925) fue una exploradora y naturalista aficionada y recolectó el tipo.